# Kroktjärnen (Björna socken, Ångermanland, 708744-162761)
Kroktjärnen är en sjö i Örnsköldsviks kommun i Ångermanland och ingår i Gideälvens huvudavrinningsområde.